# アラン・クルーガー
アラン・ベネット・クルーガー（英語: Alan Bennett Krueger、1960年9月17日 - 2019年3月16日）はアメリカ合衆国の経済学者。プリンストン大学の教授であり、全米経済研究所（NBER）のリサーチ・アソシエイトでもある。バラク・オバマ大統領の大統領経済諮問委員会（CEA）の委員長も務めた。

## 概要
政策評価や社会学の実験にも用いられる実社会のデータから結果を出す自然実験の手法を開発し、教育が収入に与える影響、最低賃金が雇用に与える影響などを研究した。2021年にノーベル経済学賞を受賞したデヴィッド・カード、ヨシュア・アングリストらと授賞理由に関する共著を行っており、自殺で亡くなっていなければとアラン・クルーガーの功績を称え惜しむ声もある。
研究の例として、以下のようなものがある。
- 最低賃金を引き上げたニュージャージーのレストランの仕事と、そうでなかったペンシルベニアのレストランの仕事を比較し、ニュージャージーのレストランの雇用は増加したが、ペンシルベニアでは減少したことを発見した[5]。この結果は、最低賃金の雇用効果に関する議論を再活性させた。

- テロ活動家が、賃金が低く低学歴の階層から出るかについても研究を行い仮説を否定する結果を提示している（日本の例では、オウム真理教や日本赤軍のメンバーの多くは高学歴）。

## 略歴
- 1960年　ニュージャージー州リヴィングストン（英語版）で生まれる。
- 1979年　リヴィングストン高校を卒業する。
- 1983年　コーネル大学のSchool of Industrial & Labor Relationsを優秀な成績でB.S.を取って卒業する。
- 1985年　ハーバード大学でA.M.を取る。
- 1987年　ハーバード大学よりPh.D.を得る。
- 1987年　プリンストン大学経済学部とWoodrow Wilson Schoolの教授に就任。
- 1989年～1990年　全米経済研究所のOlinフェローとなる。
- 1994年～1995年　労働省のチーフエコノミストとなる。
- 1996年　計量経済学会のフェローに選ばれる。
- 1997年　カーショウ賞に選ばれる。
- 2000～2006年　ニューヨーク・タイムズに‘Economic Scene’というコラムを載せる。
- 2001年　マハラノビス賞に選ばれる。
- 2002年　アメリカ芸術科学アカデミーのメンバーに選ばれる。
- 2003年　アメリカ政治社会学会のフェローになる。
- 2003年～2009年　経済教育に対する国家会議のチーフエコノミストになる。
- 2005年～2007年　アメリカ経済学会の役員になる。
- 2005年　労働経済学会のフェローとなる。
- 2006年　政治学および社会学のIZA賞にデビッド・カードと共に選ばれる。
- 2007年　『テロの経済学』を出版する。
- 2009年～2010年　財務省の財務次官補（経済政策担当）およびチーフエコノミストとなる。
- 2010年　プリンストン大学へ戻る。
- 2011年～2013年　大統領経済諮問委員会の委員長となる。
- 2013年　トムソン・ロイター引用栄誉賞受賞。
- 2019年　自殺により死去[6]。

## 将来通し
- 朝日新聞（夕刊）2012年1月7日

## 主な著作

### 日本語訳
- 『テロの経済学』 藪下史郎訳、東洋経済新報社、2008年
- 『経済はロックに学べ!』 望月衛訳、ダイヤモンド社、2021年

### 著書（原書）
- Card, David; Krueger, Alan B. (1995). Myth and Measurement: The New Economics of the Minimum Wage. Princeton: Princeton University Press. ISBN 0-691-04823-1
- Krueger, Alan B. (2001). Education Matters: Selected Essays by Alan B. Krueger. Cheltenham, UK: Edward Elgar. ISBN 1-84064-106-1
- Heckman, James J.; Krueger, Alan B. (2003). Inequality in America: What Role for Human Capital Policies?. MIT Press. ISBN 0-262-08328-0
- Krueger, Alan B. (2007). What Makes a Terrorist: Economics and the Roots of Terrorism. Princeton: Princeton University Press. ISBN 978-0-691-13438-3
- Krueger, Alan B. (2019). Rockonomics: A Backstage Tour of What the Music Industry Can Teach Us About Economics and Life. Currency. ISBN 978-1-5247-6371-8